# Lythria unimaculata
Lythria unimaculata är en fjärilsart som beskrevs av Gradl 1938. Lythria unimaculata ingår i släktet Lythria och familjen mätare. Inga underarter finns listade i Catalogue of Life.